# A Dűne: A Butleri Dzsihad
A Dűne: A Butleri Dzsihad Brian Herbert és Kevin J. Anderson A Dűne legendái trilógiájának első kötete.

## Tartalma
A könyv röviden bemutatja, hogyan alakult ki az Óbirodalomban a gépek uralma az emberek felett. Az Óbirodalom a Liga előtt kb. 11 000 évvel alakult ki. Az emberiség meghódította a világegyetemet, azonban elvesztette kezdeményezőkészségét, a fontosabb tevékenységeket gépezetekre bízták, ők maguk pedig eltunyultak. Ekkoriban történt, hogy az emberek közül néhányan átalakították a testüket: agyukat géptestbe ágyazták, és Titánoknak kezdték nevezni magukat. Céljuk az emberiség feletti uralom megszerzése volt. Mivel kevesen voltak, átalakított, hódításra programozott gondolkodó gépeket vettek igénybe. Uralmuk száz évig tartott, a hódítás végül elbukott, azonban saját gépi szolgáik leigázták őket – a gondolkodó gépezetek fölébük kerekedtek, és folytatták azt, amit régi gazdáik elkezdtek: a világegyetem meghódítását. A gépek már sikert értek el, és vezérük, Omnius irányításával létrehozták az Összehangolt Világok hálózatát, amely a Butleri Dzsihad idején már ezer éve tartotta markában az emberiség legnagyobb részét. Omnius uralma nem terjedt ki a régi lázadók, a Nemesek Szövetsége területeire; a lázadók folyton támadták a gondolkodó gépeket, ez azonban csak apró bosszúságot okozott a gépeknek. Omnius végül úgy döntött, hogy nincs szüksége az emberi lényekre, és elkezdte az emberiség teljes kiirtását.
A Salusa Secundus a Nemesek Szövetségének egyik bolygója ellen támadást indítanak a gépezetek. A védők parancsnoka, az ifjú Xavier Harkonnen megfutamítja a támadókat, ezáltal elnyeri a legmagasabb katonai rangot és Serena Butler képviselő, a kormányzó lányának kezét. A gépezetek ezután lerohanják a Giedi Prime-ot, a Szövetség ezzel újabb bolygót veszít. Hosszas viták után elvetik a bolygó felszabadítását, Xavier Harkonnen és Serena azonban ebbe nem törődnek bele, és különböző módokon igyekeznek elérni a bolygó felszabadítását; Serena a Giedi Prime-ra szökik, egyrészt hogy helyreállítsa a bolygó védelmi pajzsát, másrészt hogy kikényszerítse a Szövetség beavatkozását. Serena a gépezetek fogságába esik és a Földre küldik, ahol a gondolkodó és kísérletező kedvű robot, Erasmus rabszolgája lesz. Serena elfogatásakor már terhes volt; a fogságban Erasmus kioperálja a méhét a gyerekkel együtt, akit azonban életben hagy és megfigyel. A kis Maniont végül kivégzi, és ez az esemény robbantja ki a lázadást a Földön. A Föld felszabadul, Erasmus megszökik, az ifjú Vorian Atreides, a gépek között nevelkedett emberi „megbízott” visszaviszi Serenát a Salusa Secundusra. Ezek az események vezetnek a Dzsihad kitöréséhez.
Omnius kiirtja a Föld teljes emberi népességét, válaszul a Szövetség atomfegyverek bevetésével elpusztítja a Föld gondolkodó gépeit. A nukleáris támadás hatására a bolygó évszázadokra lakhatatlanná válik, mindkét fél számára.
A kötet a Dzsihad kitörését meséli el, a háború története a rákövetkező kötetekben olvasható. A könyvben sok más cselekményszál is szerepel, például miképp kezdődik az Arrakis bolygóra telepített buddiszlám hivők fremenekké válása, a fűszer (melanzs) felhasználása, a Bene Gesserit rend kialakulása; valamint miképp jöttek létre a Suk orvosok és a mentátok.